# ザ・ワン (エルトン・ジョンのアルバム)
『ザ・ワン』（The One）は、1992年に発表されたエルトン・ジョンのアルバム。

## 解説
矯正施設に入り、ドラッグや酒への依存を克服したエルトンの復活を告げる傑作といわれるアルバム。ジャケットデザインは友人の故ジャンニ・ヴェルサーチ。
タイトル曲「ザ・ワン」の壮大さを始めとして、楽曲は地味ながら重厚な印象を与える。エリック・クラプトンと競演した「ランナウェイ・トレイン」は映画『リーサル・ウェポン3』に使用された。「ラスト・ソング」はエイズに冒された息子と父親の愛情を歌った楽曲で、エルトンが親しく交わったライアン・ホワイト（1971年12月6日-1990年4月8日）への追悼曲として作られた。

## 収録曲
1. シンプル・ライフ - Simple Life
2. ザ・ワン - The One
3. スウェット・イット・アウト - Sweat It Out
4. ランナウェイ・トレイン - Runaway Train
5. 白人の町 - Whitewash County
6. ノース - The North
7. きまぐれ女をあやつる方法 - When A Woman Doesn't Want You
8. エミリー - Emily
9. オン・ダーク・ストリート - On Dark Street
10. アンダースタンディング・ウィメン - Understanding Woman
11. ラスト・ソング - The Last Song

### ボーナストラック
共にシングルB面曲だが、日本盤では「太った男と醜女」は当初からアルバムに収録されていた。現在はリマスター盤を販売しているため、この曲順でアルバム末尾に収録されている。
1. スート・オブ・ウルブズ - Suit of Wolves
2. 太った男と醜女 - Fat Boys and Ugly Girls

- 作詞　バーニー・トーピン
- 作曲　エルトン・ジョン、4：エルトン＆オレ・ロモ

## アルバム参加ミュージシャン
- エルトン・ジョン - Vocal, Keyboards
- デイビー・ジョンストン - Guitar：2〜5,7〜9,11曲目, Backing Vocal：7,9曲目
- ガイ・バビロン - Keyboards, Programming：2〜5,7〜11曲目
- オレ・ロモ (Olle Romo) - Drums, Percussion, Programming
- ピノ・パラディノ (Pino Palladino) - Bass
- マーク・テイラー (Mark Taylor) - Keyboards：1〜3,6,7曲目
- アダム・シーモア (Adam Seymour) - Guitar：1,2,6,7曲目
- デヴィッド・ギルモア (David Gilmour) - Guitar：10曲目
- ジョニス・ジャミソン　(Janice Jomison), キャロル・フレデリックス(Carole Fredericks), ベッキー・ベル(Beckie Bell) - Backing Vocal：4曲目

- エリック・クラプトン - Guitar, Vocal：4曲目
- キキ・ディー - Backing Vocal：7,9,10曲目
- ナイジェル・オルソン - Backing Vocal：7,9曲目

## 製作
- クリス・トーマス - Producer
- デヴィッド・ニコラス - Engineer
- アンディ・ストレンジ (Andy Strange) - Assistant Engineer
- アレックス・フィラ (Alex Firla) - Studio Assistant
- アンディ・ブラッドフィールド (Andy Bradfield) - Studio Assistant：4曲目
- ジョン・リード - Management
- スティーヴ・ブラウン - Album Co-ordination
- アドリアン・コリー (Adrian Collee) & サム・スティル (Sam Stell) - Studio Co-ordination
- ジャンニ・ヴェルサーチ - Cover Concept
- パトリック・デマルシェリエ (Patrick Demarchelier) - Photograph